# L'Assemblée nationale constituante
Den Grundlovgivende Rigsforsamling, que l'on pourrait traduire en français par L'Assemblée nationale constituante, est une peinture à l'huile du peintre danois Constantin Hansen réalisée de 1861 à 1865 et aujourd'hui exposée au Musée national d'histoire du château de Frederiksborg, à Copenhague. Cette peinture a été commandée à l’artiste par Alfred Hage.
Le tableau représente l'assemblée constituante danoise de 1848, qui a donné naissance à la première constitution du Danemark, connue sous le nom de « constitution de Juin ».
Les personnalités politiques danoises représentées sur le tableau sont, de gauche à droite, Peter Georg Bang, Johan Nicolai Madvig, Henrik Nicolai Clausen, Lauritz Nicolai Hvidt, Joakim Frederik Schouw, Peter Daniel Bruun, Andreas Frederik Krieger (en train de marcher), Carl Christopher Georg Andræ et Carl Christian Hall (s'appuyant sur la chaise); à partir de la table des ministres : Christian Albrecht Bluhme, Carl Emil Bardenfleth, Adam Wilhelm Moltke, Ditlev Gothard Monrad, Anton Frederik Tscherning, Frederik Marcus Knuth, Christian Christopher Zahrtmann, Orla Lehmann, Carl Ploug, Georg Aagaard et Hother Hage. On aperçoit également Anders Sandøe Ørsted et Jacob Peter Mynster en arrière-plan, à proximité de la deuxième fenêtre.